# تراماتزا
تراماتزا، (بالإنجليزية: Tramatza)‏، هي بلدية، في مقاطعة أوريستانو، في إقليم سردينيا الإيطالي، وتقع على بعد حوالي 100 كيلومتر (62 ميل) شمال غرب كالياري، وحوالي 12 كم (7 ميل) شمال شرق أوريستانو. اعتبارا من 31 ديسمبر 2004، كان عدد سكانها 1007 مساحة 16.8 كيلومتر مربع (6.5 ميل مربع).

## السكان
في سنة 1861 بلغ عدد السكان 888 نسمة، وتطور العدد ليصل في سنة 2011 لـ 997 نسمة.
يظهر هذا المخطط البياني تطور النمو السكاني لـ تراماتزا